# Тета Мухи
Θ Мухи (Тета Мухи) — кратная звёздная система в созвездии Муха со звёздной величиной 5,5m. Это вторая по яркости звезда Вольфа — Райе в небе, хотя большая часть визуальной яркости происходит от массивных компаньонов.

## Описание
Θ Мухи является удалённой тройной звёздной системой, состоящей из звезды Вольфа-Райе, и двух голубых гигантов спектрального класса O и OB. Θ Мухи является второй по яркости звездой в небе подобного типа, после Гамма Парусов. Θ Мухи находится в труднодостигаемом расстоянии для возможного измерения параллакса, но, по имеющимся оценкам, располагается на расстоянии около 7400 световых лет от Земли. При каталогизации звёзд в дальней южной части неба, французский исследователь и астроном Николя Луи де Лакайль в 1756 году дал звезде название согласно обозначениям Байера.

## Наблюдение
Для небольших телескопов, θ Мухи выглядит как двойная звезда, с сине-кремовым оттенком и звездой-компаньоном O9III с видимой звёздной величиной от 7.3 до 5.3m. Первоначально θ Мухи А представляет собой массивную тройную звёздную систему.
Звезда-компаньон θ Мухи B не является частью тройной системы, но оптическим двойником, которая проходит по той же прямой визуализирования. Звезда относится к сверхгигантам спектрального класса O.

## Туманность
Окружающая звёздную систему эмиссионная туманность является остатком сверхновой, не относящейся непосредственно к Θ Мухи.